# KRS-One (album)
KRS-One è il secondo album solista del rapper statunitense KRS-One. Pubblicato il 10 ottobre 1995, è distribuito dalla Jive Records. Alle produzioni, DJ Premier, Diamond D e Showbiz tra gli altri. Partecipano all'album omonimo, tra gli altri, Fat Joe, Busta Rhymes, Sadat X e i Das EFX. L'album arriva al secondo posto nella classifica delle produzioni hip hop.

## Recensioni
| Recensione       | Giudizio |
| ---------------- | -------- |
| AllMusic         | [ 1 ]    |
| Robert Christgau | flop     |
| Rolling Stone    | [ 3 ]    |
| The Source       | [ 4 ]    |

Stephen Thomas Erlewine di Allmusic gli assegna 4/5 stelle, recensendo positivamente il secondo album di KRS-One: «per il suo secondo album solista, KRS-One lavora con diversi giovani talenti dell'hip hop, forse nel tentativo di rianimare la propria credibilità in strada e la sua posizione commerciale. L'album presenta anche una produzione piuttosto nutrita rispetto a Return of the Boom Bap, ciò non significa che ha venduto di più – significa semplicemente che ha continuato a sperimentare, il che è una delle ragioni che hanno reso KRS-One un artista vitale quasi un decennio dopo l'uscita della sua prima pubblicazione.» Robert Christgau invece considera l'album un flop.

## Tracce
1. Rappaz R. N. Dainja – 5:58 (testo: Lawrence Parker, Anthony Best, Omar Credle, Christopher Martin – musica: DJ Premier)
2. De Automatic (featuring Fat Joe) – 4:25 (testo: Parker – musica: Big French Productions)
3. MC's Act Like They Don't Know – 4:55 (testo: Parker, Martin – musica: DJ Premier)
4. Ah Yeah – 3:50 (KRS-One)
5. R.E.A.L.I.T.Y. (featuring Dexter Thibou) – 4:17 (testo: Parker, Norty Cotto, Dexter Thibou – musica: Norty Cotto)
6. Free Mumia (featuring Channel Live) – 4:08 (testo: Hokiem Green, Vincent Morgan, Parker – musica: KRS-One)
7. Hold – 5:55 (KRS-One)
8. Wannabemceez (featuring Mad Lion) – 4:21 (testo: Parker, Martin, Ansar Bing, Askia Bing, Dwayne Burns, Keena Edwards, Sean Nelson, Steven Samuel – musica: DJ Premier)
9. Represent the Real Hip Hop (featuring Das EFX) – 4:38 (testo: Parker, Andre Weston, Willie Hines, Acklins Dillon, Ali Shaheed Muhammed, Harold Lee, Jamahl Hanna – musica: Showbiz, DJ Dice scratches.)
10. The Truth (featuring Rich Nice) – 3:46 (KRS-One)
11. Build Ya Skillz (featuring Busta Rhymes) – 4:41 (testo: Parker, Joseph Kirkland – musica: Diamond D)
12. Out for Fame – 4:51 (KRS-One)
13. Squash All Beef (featuring Sadat X) – 5:04 (testo: Parker, Kirkland, Wayne Henderson – musica: Diamond D)
14. Health, Wealth, Self – 5:00 (KRS-One)

Durata totale: 65:49

## Classifiche

### Classifiche settimanali
| Classifica (1995)         | Posizione massima |
| ------------------------- | ----------------- |
| Stati Uniti               | 19                |
| US Top R&B/Hip-Hop Albums | 2                 |

### Classifiche di fine anno
| Classifica (1995)         | Posizione massima |
| ------------------------- | ----------------- |
| US Top R&B/Hip-Hop Albums | 99                |